# Uvarus omalus
Uvarus omalus är en skalbaggsart som beskrevs av Guignot 1956. Uvarus omalus ingår i släktet Uvarus och familjen dykare. Inga underarter finns listade i Catalogue of Life.